# Pretty Woman
Pretty Woman er en amerikansk film fra 1990 med Julia Roberts og Richard Gere i hovedrollerne og instrueret af Garry Marshall. Filmen var et af de store hits i 1990, og Julia Roberts fik en oscarnominering og vandt en Golden Globe for sin rolle som den prostituerede Vivian Ward. Rollen var hendes gennembrud.
Filmens succes udløste en bølge af romantiske komedier. Pretty Woman hed oprindeligt 3.000 efter det antal US$, Vivian og Edward aftaler som betaling for hendes tjenester i en uge. I stedet fik filmen navn efter Roy Orbison-melodien. Roberts var ikke noget førstevalg til hovedrollen, der først var tilbudt blandt andre Molly Ringwald, Sandra Bullock, Sarah Jessica Parker og Daryl Hannah, der alle sagde nej tak. Mange brød sig ikke om at skulle fremstille en prostitueret.
I 2019 sagde Roberts, at filmen ikke kunne være lavet i dag. I 2007 udtalte Daryl Hannah: "De solgte den ind som et romantisk eventyr, når den faktisk er historien om en prostitueret, der bliver en fin dame ved at holdes af en rig og mægtig mand. Jeg synes, den film er nedværdigende for hele kvindekønnet."

## Plot
Finansmanden Edward Lewis (Richard Gere) kan efter en fest ikke finde tilbage til sit hotel. Derfor spørger han om vej og får så samlet den prostituerede Vivian (Julia Roberts) op. Det ender med, at hun tilbringer natten med ham, og da han senere får brug for en kvinde som ledsager til forskellige forretningsarrangementer, hyrer han hende for hele ugen. Det ender selvfølgelig med, at de forelsker sig, og i en moderne version af eventyret om Askepot redder han hende fra livet som prostitueret.
Vivian er i den endelige film præsenteret som en forholdsvis pæn pige, der uheldigvis er endt i prostitution. Egentlig var det meningen, at hun skulle have været noget mere vild. Noget af vildskaben blev overført til hendes veninde, Kit (Laura San Giacomo), men der blev faktisk optaget scener, hvor Vivian afsløres som narkoman, og hun siger også i en scene, at hun egentlig hellere vil have hurtig sex med Edward end at tilbringe hele natten med ham. Disse scener kan ses på 15-års-jubilæumsdvd'en.

## Eksterne Henvisninger
- Pretty Woman på Internet Movie Database (engelsk)
- Pretty Woman på Filmdatabasen
- Pretty Woman på Scope
- Pretty Woman i Svensk Filmdatabas (svensk)
- Pretty Woman i Svensk mediedatabas (svensk)
- Pretty Woman på AlloCiné (fransk)
- Pretty Woman på MovieMeter (nederlandsk)
- Pretty Woman på AllMovie (engelsk)
- Pretty Woman hos American Film Institute (engelsk)
- Pretty Woman hos British Film Institute (engelsk)